# Мара Карфанья
Марія Розарія «Мара» Карфанья (італ. Maria Rosaria «Mara» Carfagna; нар. 18 грудня 1975, Салерно, Кампанія) — італійська політична діячка, телеведуча та модель. З2008 до 2011 міністерка з питань рівних можливостей.

## Біографія
Закінчила середню школу в Салерно ім. Джованні да Прочіда, в той же час займалась грою на фортепіано. У 1997 році брала участь у конкурсі краси Міс Італія, в якому зайняла шосте місце. У 2001 році з відзнакою закінчила факультет права Університету Салерно.
Пізніше стала працювати ведучою в кількох телепрограмах медіагрупи Mediaset, що належить Сільвіо Берлусконі. Вона працювала у «La Domenica nel Villaggio» (2002–2006) і «Piazza Grande» (2006). Паралельно продовжувала кар'єру фотомоделі, в зокрема, знімалася топлес для журналу Maxim. У 2004 році стала координаторкою жіночого руху партії «Вперед, Італія» в регіоні Кампанія. У 2006, 2008 і 2013 роках отримувала мандат Палати депутатів від імені «Вперед, Італія» і Народу свободи.
8 травня 2008 була призначена міністеркою рівноправності жінок і чоловіків в четвертому уряді Сильвіо Берлусконі, працюючи до 16 листопада 2011 року. Італійським «Il Giornale» і німецьким «Bild» була проголошена найкрасивішим міністром в світі.